# Campeonato Mundial de Curling Masculino de 1996
El XXXVIII Campeonato Mundial de Curling Masculino se celebró en Hamilton (Canadá) entre el 23 y el 31 de marzo de 1996 bajo la organización de la Federación Mundial de Curling (WCF) y la Federación Canadiense de Curling.
Las competiciones se realizaron en el Copps Coliseum de la ciudad canadiense.

## Tabla de posiciones
| Pos | Equipo         | G | P | G–P |
| --- | -------------- | - | - | --- |
| 1   | Canadá         | 8 | 1 | –   |
| 2   | Escocia        | 7 | 2 | –   |
| 3   | Suiza          | 6 | 3 | –   |
| 4   | Noruega        | 4 | 5 | –   |
| 5   | Suecia         | 4 | 5 | –   |
| 6   | Inglaterra     | 4 | 5 | –   |
| 7   | Estados Unidos | 4 | 5 | –   |
| 8   | Italia         | 3 | 6 | –   |
| 9   | Alemania       | 3 | 6 | –   |
| 10  | Australia      | 2 | 7 | –   |

## Cuadro final
|  | Semifinales | Semifinales |   |         | Final        | Final |  |
|  |             |             |   |         |              |       |  |
|  |             |             |   |         |              |       |  |
|  | Canadá      | 7           |   |         |              |       |  |
|  | Noruega     | 1           |   |         |              |       |  |
|  |             |             |   |         |              |       |  |
|  |             |             |   |         |              |       |  |
|  |             |             |   |         | Canadá       | 6     |  |
|  |             | Escocia     | 2 |         |              |       |  |
|  |             |             |   |         |              |       |  |
|  |             |             |   |         |              |       |  |
|  |             |             |   |         | Tercer lugar |       |  |
|  |             |             |   |         |              |       |  |
|  | Escocia     | 5           |   | Noruega | 6            |       |  |
|  | Suiza       | 4           |   |         | Suiza        | 9     |  |